# Max Bondi
Max Bondi, all'anagrafe Massimo Bondi (Roma, 13 ottobre 1881 – Berlino, 13 gennaio 1928), è stato un imprenditore e politico italiano.

## Biografia
Imprenditore e finanziere toscano discendente da una famiglia di banchieri-mercanti tedeschi,  Massimo Bondi  laureato in chimica industriale, fu insieme ad altri membri della famiglia ai vertici della Società anonima degli alti forni e fonderia di Piombino, assurgendo a un ruolo da protagonista della siderurgia italiana. Grazie agli incentivi statali destinati alla siderurgia italiana, nei primi anni del Novecento si impegna nella realizzazione del primo impianto italiano a ciclo completo, comprensivo di altiforni a coke, acciaieria e laminatoio. Gli impianti della Piombino entrarono a pieno regime solo nel biennio 1908-1910. Tuttavia, il programma industriale di Bondi, un po’ troppo ambizioso a fronte delle risorse effettivamente disponibili, portò in breve all’accumulo di una notevole massa di passività, cui si cercò di far fronte attraverso la creazione nel 1911 del cosiddetto Consorzio siderurgico, ossia di un accordo industriale a livello nazionale tra le imprese maggiori, che andò a comprendere le società Elba, Piombino, Siderurgica di Savona, Ligure metallurgica, Ferriere italiane e Ilva. Di quest'ultima Bondi divenne uno dei consiglieri delegati. 
La congiuntura bellica offrì nuove opportunità alla siderurgia italiana, grazie alla eccezionale e urgente domanda di munizioni di guerra, ma il momento positivo della fase bellica si tramutò tra il 1920 e il 1921 in una grave crisi, causata anche da una serie di infelici movimenti speculativi dello stesso Bondi, mirati a espandere il controllo industriale e finanziario della società a numerose imprese meccaniche, armatoriali, cantieristiche, minerarie ed elettriche.
"I proprietari fondiari Paolo Guicciardini e Peruzzi de’ Medici affiancarono Max Bondi e l’industria siderurgica e degli armamenti col pieno appoggio de “La Nazione”, che era di proprietà dello stesso Bondi, nel sostegno del primo movimento di reazione civile ai rossi, dal quale poi scaturì il fascismo come fenomeno reazionario".
Il suo ruolo nel finanziamento del nascente fascismo lo mise in contatto con le massime gerarchie del potere, anche in ragione del suo peso editoriale. 
L’ulteriore, irreversibile, indebitamento dell’Ilva portò la società nelle mani delle creditrici Banca commerciale italiana e Credito italiano, mentre il Bondi veniva sottoposto ad inchieste giudiziarie e fiscali.
A seguito di alterne vicende e di rovesci finanziari, nel novembre 1925 Bondi fu costretto a fuggire all’estero, facendo perdere le proprie tracce fino al decesso a Berlino.

## Archivio
La documentazione prodotta da Max Bondi nel corso della propria carriera imprenditoriale alla testa prima della Piombino e poi dell'Ilva, si conserva nella Fondazione Ansaldo (Gruppo Finmeccanica) di Genova, nei fondi Alti forni, Fonderie e Acciaierie di Piombino (estremi cronologici: 1897-1929)  e Ilva (estremi cronologici: 1882-1993).